# پاراندزم ساروخانیان
پاراندزم گئورگی ساروخانیان (ارمنی: Փառանձեմ Գևորգի Սարուխանյան؛  زادهٔ ۱۷ ژانویهٔ ۱۹۰۶ - درگذشته ۲ دسامبر ۱۹۸۸) یک میکروب‌شناس و جراح اهل ارمنستان بود.

## زندگی‌نامه
در ۱۷ ژانویهٔ ۱۹۰۶ در نور بایزت به دنیا آمد و از دانشگاه فنی آذربایجان (۱۹۲۹) فارغ‌التحصیل شد. لوون یرزینکیان همسر وی بود.   وی همچنین برنده دانشمند شایسته ارمنستان شوروی (۱۹۶۷) شده است. وی در ۲ دسامبر ۱۹۸۸ در سن ۸۲ سالگی در ایروان درگذشت.

## یادداشت
1. ↑  կենսաբանական գիտությունների դոկտոր